# Xylosma serpentinum
Xylosma serpentinum é uma espécie de planta da família Salicaceae.
É endémica da Nova Caledónia.